# Bergauf, Bergab
Bergauf, Bergab ist ein Dokumentarfilm von Hans Haldimann. Der Film zeigt ein Beispiel von Alpwirtschaft im Kanton Uri in der Schweiz.

## Handlung
Die Bergbauernfamilie Kempf bewirtschaftet drei Höfe im Urner Schächental in Form der Dreistufenwirtschaft, bei der die Tiere zum – je nach Jahreszeit vorhandenen – Futter gebracht werden: Den Talbetrieb «Buchen» auf 560 Meter, dem Maiensäss «Bieler» auf 1130 Meter und dem Alpbetrieb «im Pfaffen» auf 1715 Meter Höhe über der Baumgrenze.
Die Familie wandert mit Kindern, Kälbern und Kühen – zehnmal pro Jahr – von einem Hof zum andern – „bergauf, bergab“.
Neben den Grosseltern sind auch die beiden kleinen Buben bei allen Arbeiten dabei und helfen mit, wo sie können. Es ist viel Ernst, aber genauso viel Spass bei all ihrem Tun.

## Kontext
Der Film dokumentiert die traditionellen kleinräumlichen landwirtschaftlichen Strukturen, wie sie auch heute noch in der Schweiz existieren. Der Weltagrarbericht 2008 sieht in der weltweiten Förderung derartiger kleinräumlicher Strukturen einen wichtigen Beitrag zur Bekämpfung des Welthungers. Der Film steht in der Tradition von Fredi M. Murers frühem Dokumentarfilm «Wir Bergler in den Bergen …» oder den Arbeiten Erich Langjahrs.

## Auszeichnungen
- 2009: Zürcher Filmpreis

## Varia
Ohne Beziehung zu dem Film sendet der BR wöchentlich eine Fernsehsendung gleichen Namens.